# Down by the Riverside
A Down by the Riverside című dal egy örökzölddé vált néger spirituálé. A dal szövege több változatban ismert.
Szerző: John J. Nolan, 1902. (?), a szöveg szerzője nem ismert.
„Down by the riverside
Gonna lay down my burden”
kórus:
„I ain't gonna study war no more
Study war no more
Ain't gonna study war no more”
...
A dal valamikor még az amerikai polgárháború előtt született. A kottát már 1918-ban kiadták, és először a Fisk Egyetem kvartettje rögzítette lemezre 1920-ban. Minimum 14 felvétele van már a második világháború előttről is.
A Down by the Riverside előadása háborúellenes tiltakozásként is népszerű volt a vietnámi háború idején, és a munkásmozgalmak körében is kedvelt volt.

## Híres felvételek
- Mahalia Jackson
- Sam Morgan’s Jazz Band, (1927)
- Sister Rosetta Tharpe, 1944
- Bill Haley, 1962
- Grandpa Elliott (Playing for Change), 2014
- Bing Crosby és Gary Crosby, 1953
- Chris Barber´s Jazz Band, 1954
- Elvis Presley
- Etta James
- Jimmy Durante
- Louis Armstrong
- Nat King Cole
- Paul Anka
- Pete Seeger
- Van Morrison
- Willie Nelson és Wynton Marsalis
- Cleo Brown
- Benkó Dixieland Band
- Peter, Paul and Mary
- Billy Fury
- Judith Durham
- Bridge City Dixieland Jazz Band
- Gunhild Carling (Carling Family)
- Debrecen Dixieland Jazz Band

- Nat King Cole
- Norfolk Jazz & Jubilee Quartets, 1927
- Oscar Celestine, 1928
- Paul Anka
- Pete Seeger
- Peter, Paul and Mary
- The Ramblin' Riversiders

## Film
- Down by the Riverside (film): 2007-ben készült új-zélandi horrorfilm.